# 連翠邨
連翠邨（英語：Lin Tsui Estate，前稱連城邨）是香港其中一個單幢式公共屋邨，項目編號為ET01，位於香港島東區柴灣連城道的前柴灣房屋署職員宿舍，建業大廈旁，環翠邨對面。

## 歷史及概要
連翠邨所在地皮曾經計劃用作興建私人住宅，有關地皮於2010年9月拍賣，當時開價5.3億港元，但未有發展商承價，為16年以來首次有拍賣的官地需要收回。
邨內僅建有一座36層高的非標凖型設計樓宇（名為「連翠樓」）配上「構件式單位」設計，為港島區首個採用構件式單位設計的公屋項目，聳立在3層高平台之上，首層為正門入口、閣樓為機電層、平台層為平台花園、長者康樂設施、屋邨辦事處及互助委員會辦公室，標準層每層8伙，每層有2睡房單位1個、1睡房單位3個（其中兩個可打通）、2/3人單位及1/2人單位各2個，樓宇呈T型的佈局及單邊走廊以阻隔墳場景觀，連翠邨由房屋署總建築師（2）設計，俊和建築工程有限公司承建，2016年10月28日房屋署透過公開招標批給創毅物業服務顧問有限公司作物業管理，全邨共提供288個單位，主要提供小型單位及家庭式單位。
此邨於2018年7月12日落成入伙，大廈外牆顏色以灰、白及橙色為主，以配合週遭環境，使整個社區的視覺效果更加和諧協調。

## 屋邨資料

### 樓宇
| 樓宇名稱 | 樓宇類型               | 落成日期  | 樓宇層數 | 每層伙數 | 每座單位總數（伙） | 建築師              | 承建商               | 提供升降機的廠商 |
| -------- | ---------------------- | --------- | -------- | -------- | ------------------ | ------------------- | -------------------- | ---------------- |
| 連翠樓   | 非標準設計大廈 （T型） | 2018年7月 | 36       | 8        | 288                | 房屋署總建築師（2） | 俊和建築工程有限公司 | 通力             |

### 連翠邨與鄰近屋苑

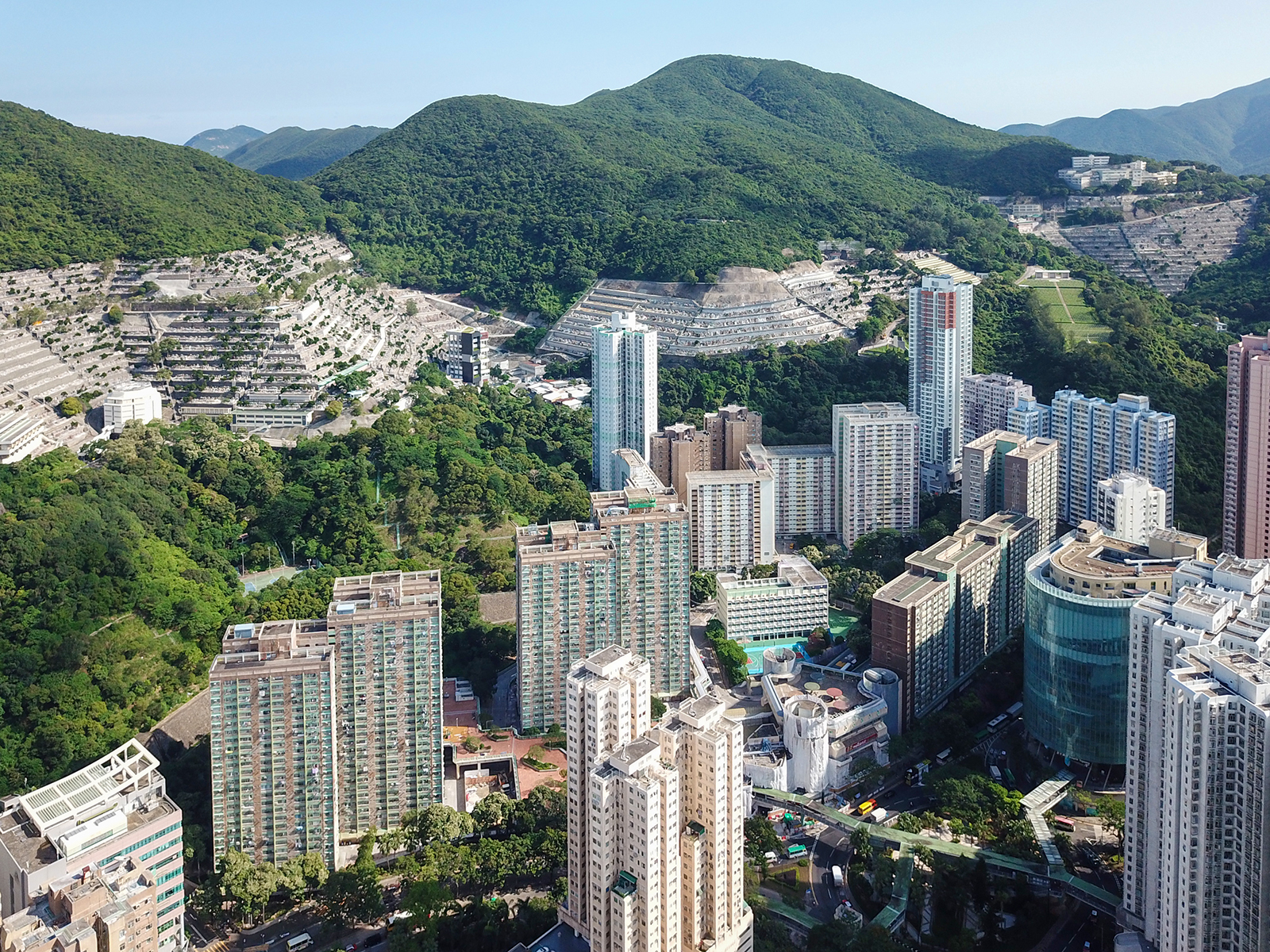
環翠邨北部，圖內北端高層外牆採用橙色的樓宇為連翠邨（2018年6月）

### 興建期間的圖片庫

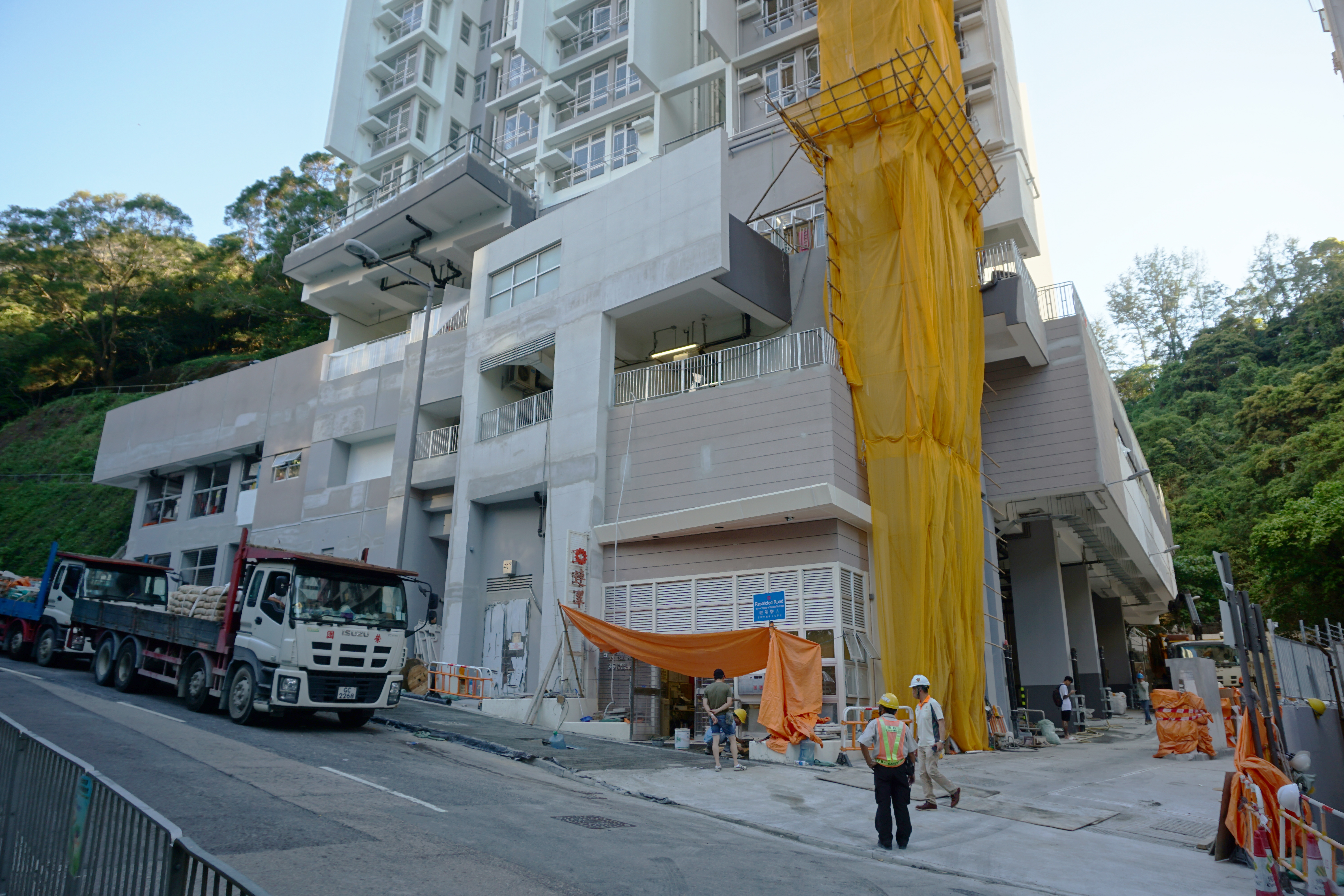
2018年5月，基座
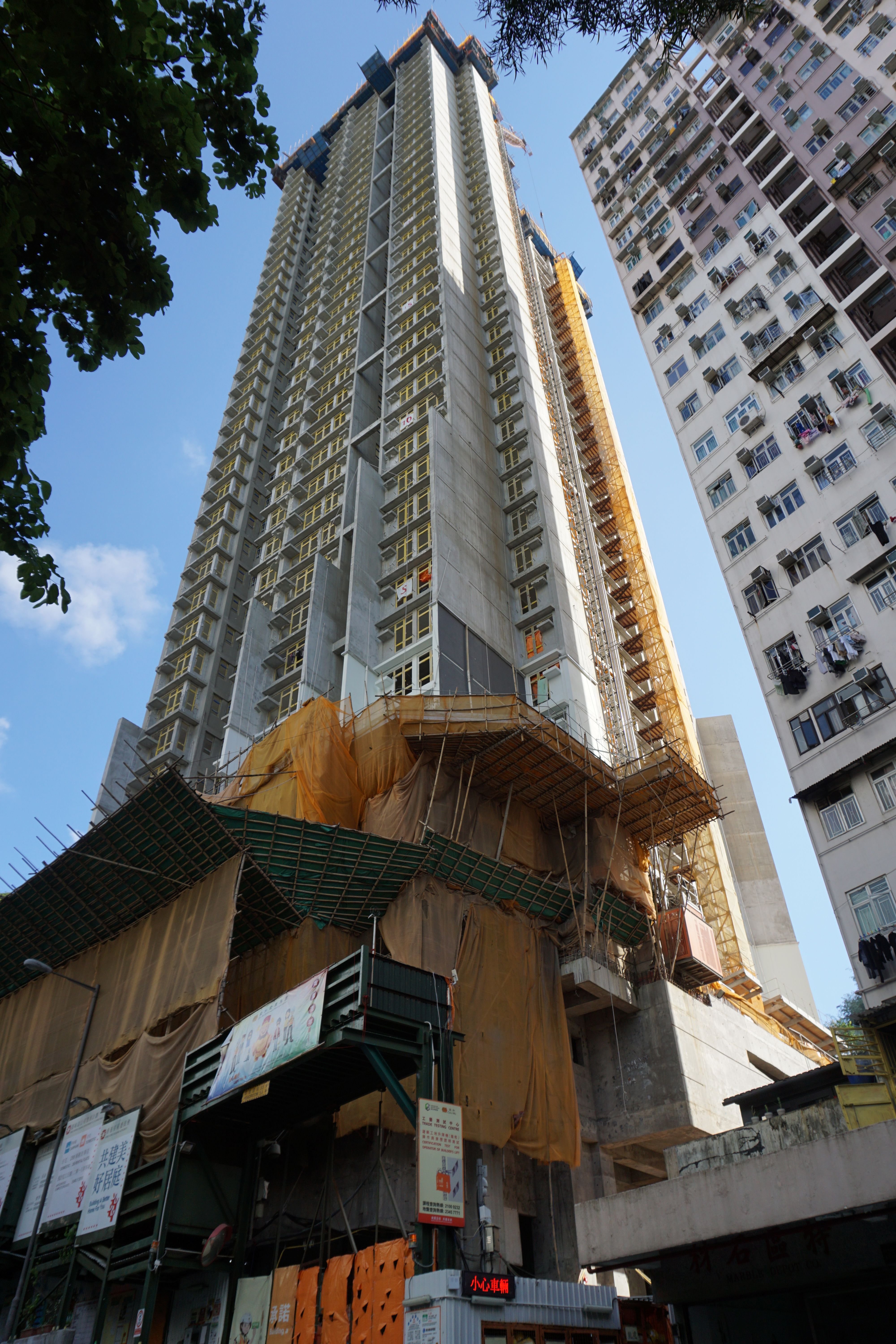
2017年7月
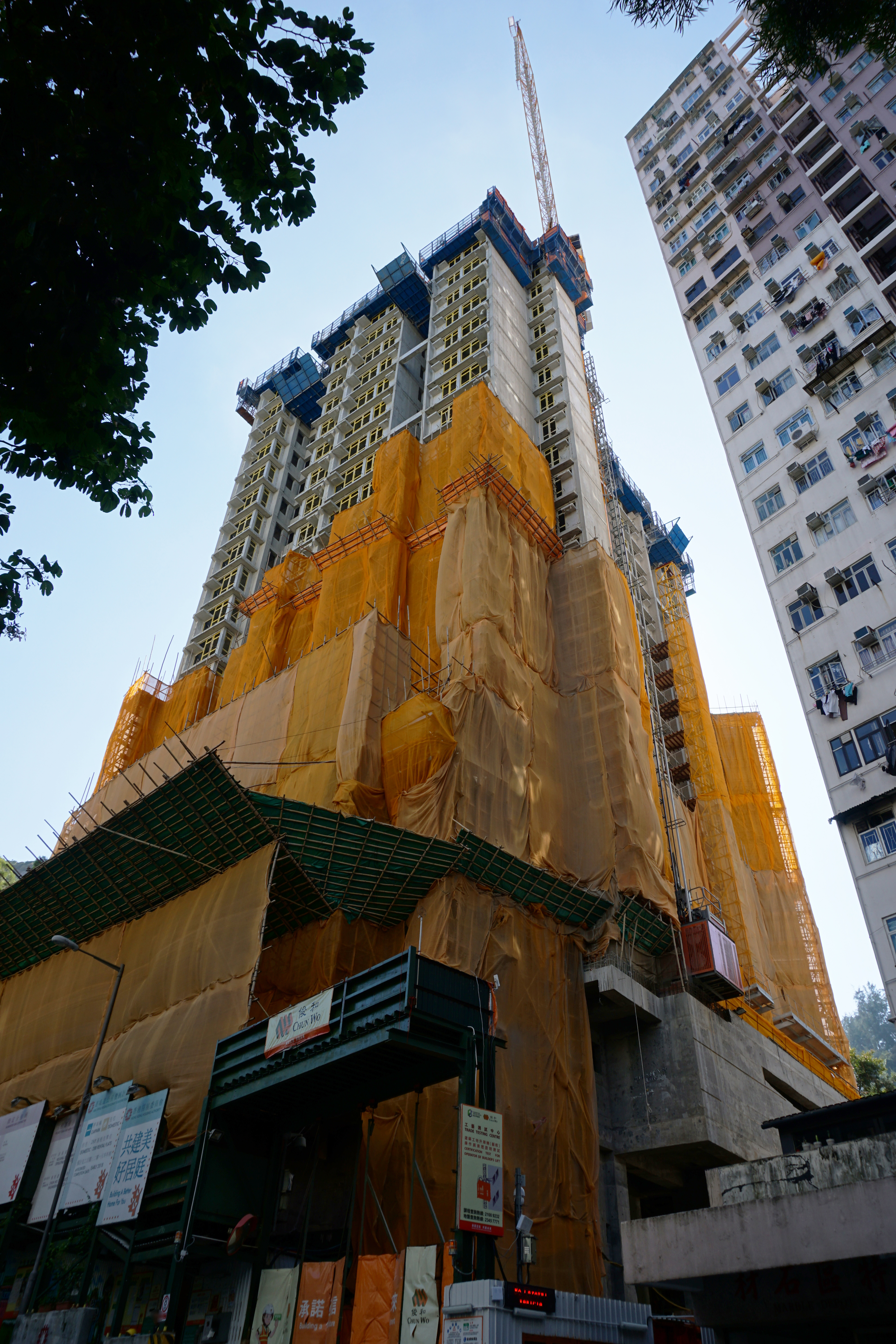
2016年12月
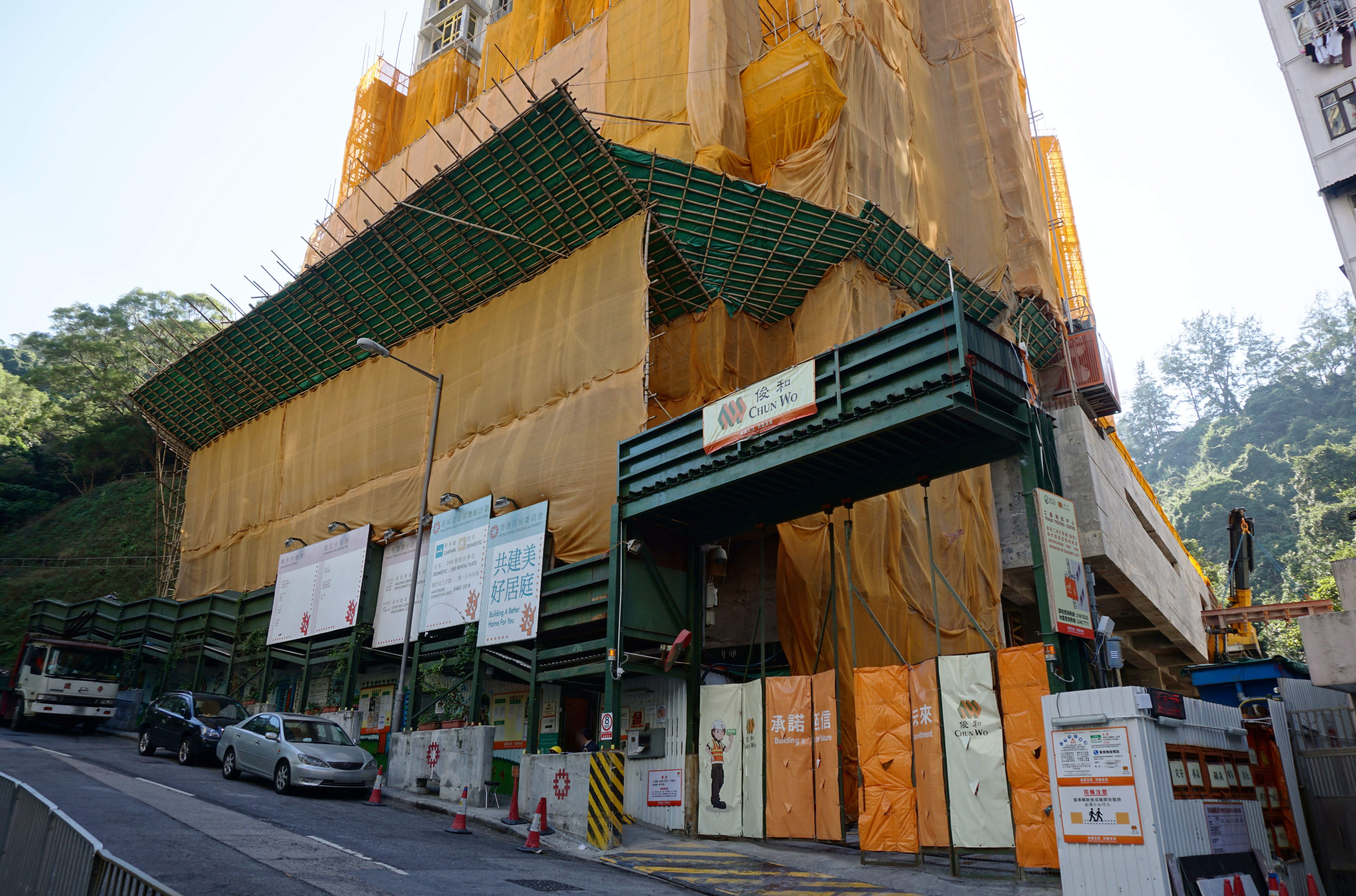
2016年12月，基座
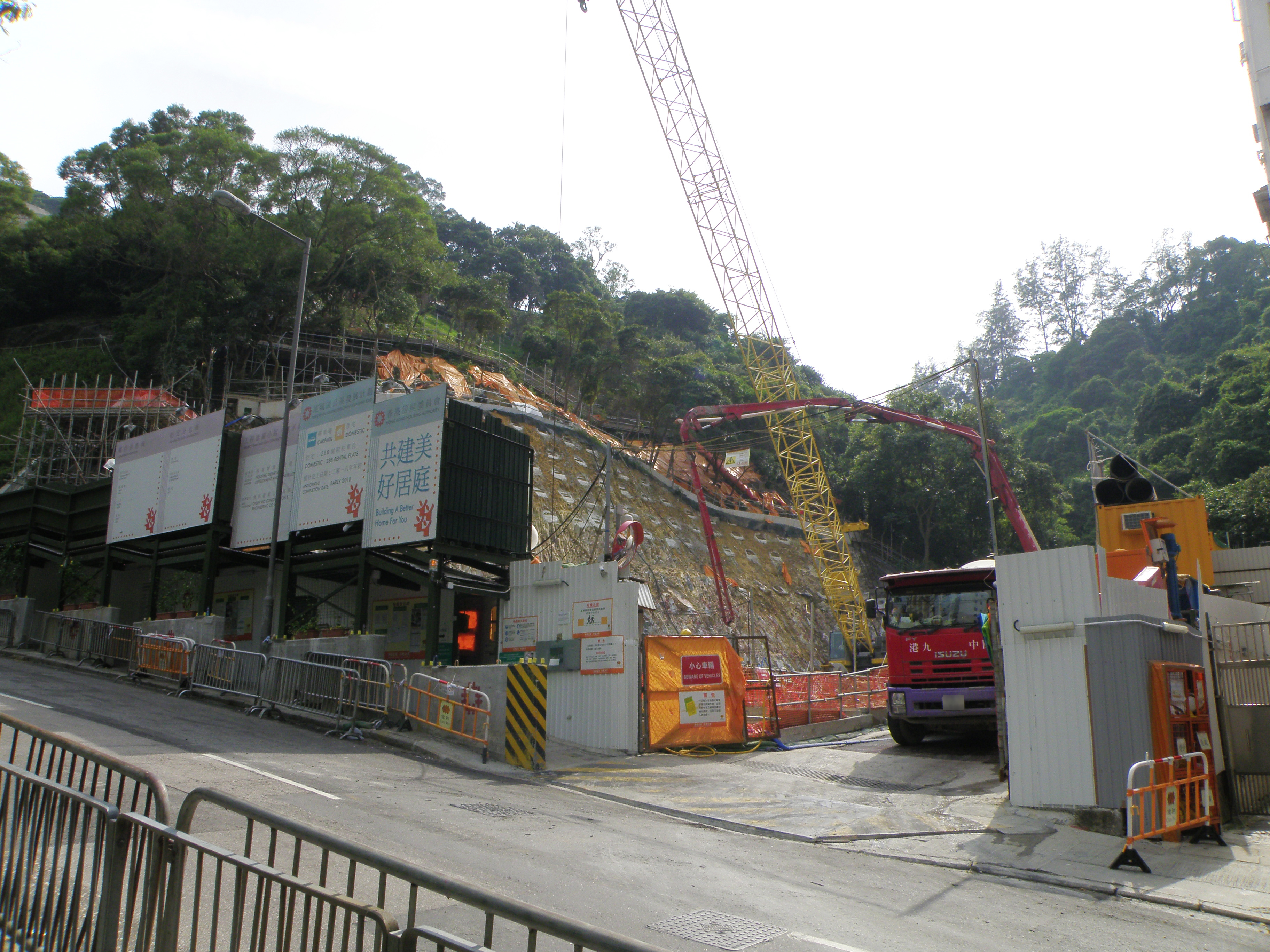
2015年9月
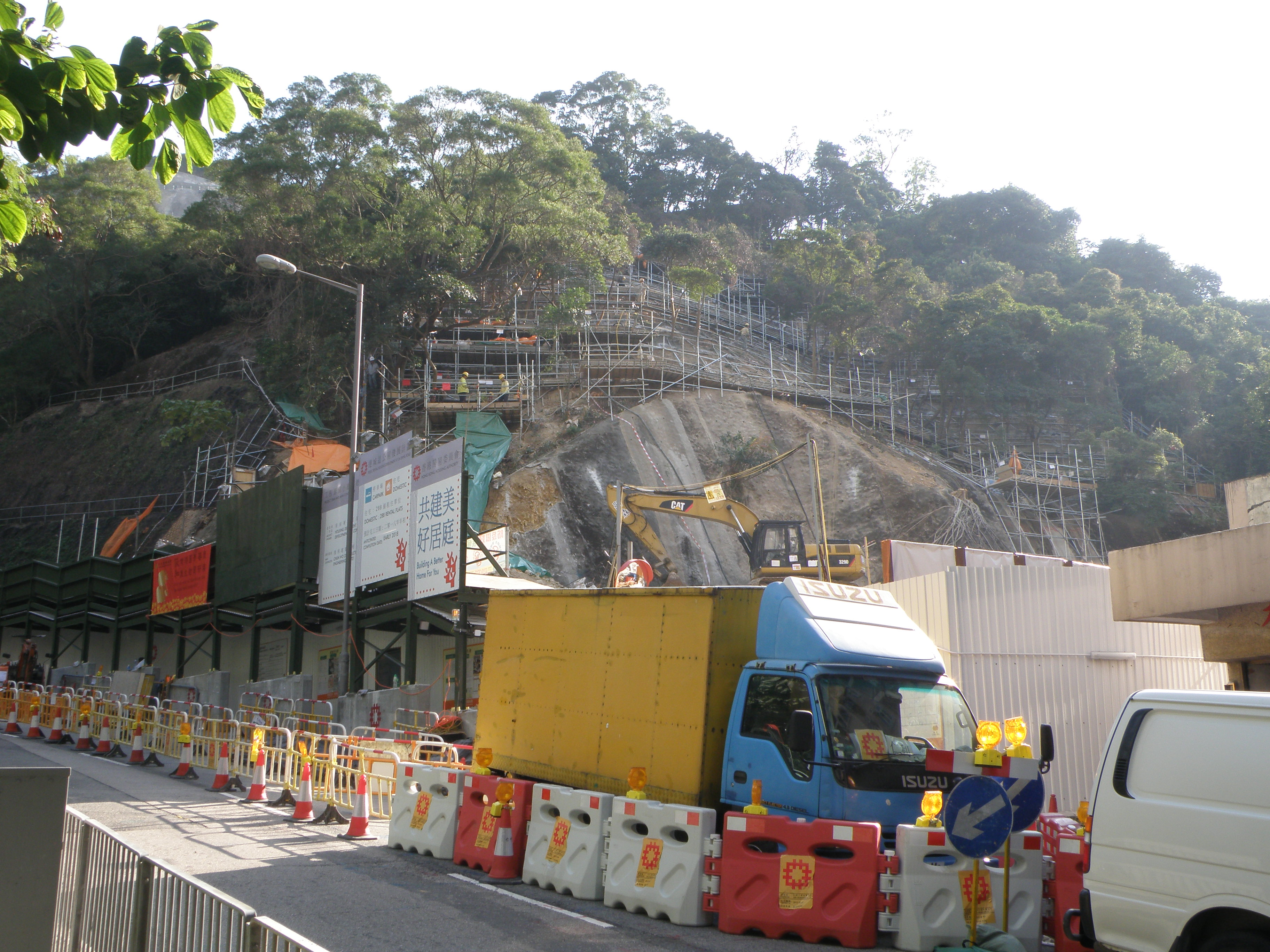
2015年1月
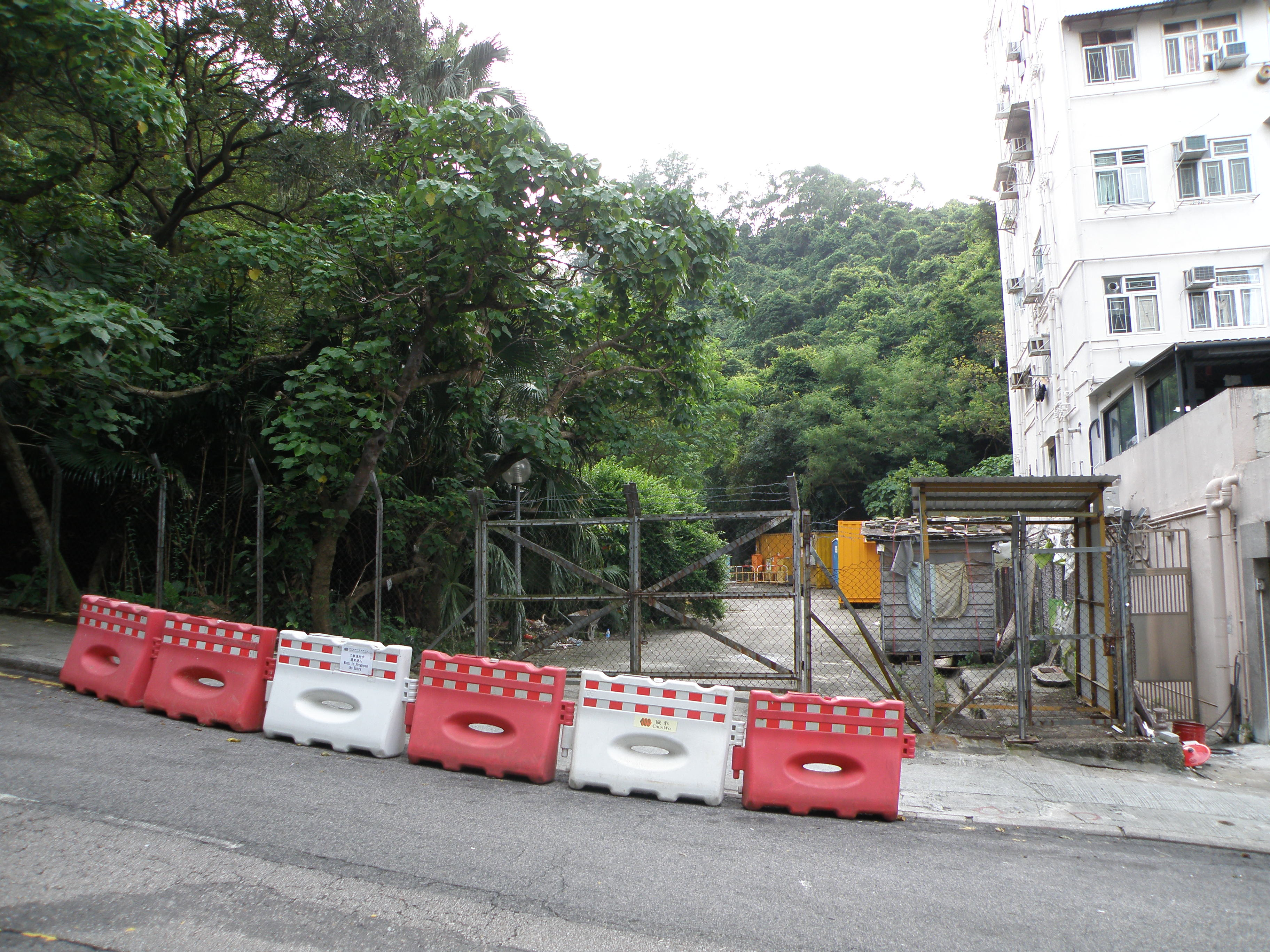
2014年7月